# Пеги Ли
Пеги Ли (енгл. Peggy Lee; Џејмстаун, 26. мај 1920 — Бел Ер, 21. јануар 2002), рођена као Норма Делорис Егсторм, била је америчка певачица, текстописац и глумица. Остала је упамћена као једна од најпопуларнијих певачица америчке џез сцене током четрдесетих, педесетих и шездесетих година двадестог века. Први велики музички пробој остварила је 1941, након што је заменила Хелен Форест у оркестру Бенија Гудмана. Следеће године снимила је хитове I Got it Bad and That Ain’t Good и Why Don’t You Do Right?. Педесетих је освојила топ листе албумом и истоименим хитом Black Coffee (1953), меланхоличном баладом Where Can I Go Without You, као и песмама у ритам и блуз стилу Hallelujah, I love Him So и Fever. Fever је остала њена најпознатија песма у ширем кругу слушалаца. Прославила се и као текстописац, написавши неколико песама које су временом постали џез стандарди: Mañana, Don't Smoke in Bed и What More Can a Woman Do?
Глумачки деби је остварила у филму Господин музика из 1950. године. Потом се појавила у остварењу Џез певач (1953), римејку истоименог филма из 1927. године, да би 1953. године тумачила улогу певачице алкохоличарке у филму Блуз Пита Келија, освојивши номинацију за Оскара у категорији најбоља глумица у споредној улози. Исте године снимила је две песме He's a Tramp и The Siamese Cat Song за Дизнијев цртани филм Маза и Луња, у којем је позајмила глас за четворо анимираних ликова: Пег, Дарлинг и сијамским мачкама. Њено умеће да песмом пробуди расположење чежње посебно је упечатљиво у њеном последњем великом хиту Is That All There Is? (1969). Након дуге борбе са дијабетесом, срчаним проблемима и професионалним неуспесима током седамдесетих и осамдесетих, Пеги Ли је последњи пут привука медијску пажњу објавивши аутобиографију 1989. године. 